# Шоркаси (Моргауський район)
Шорка́си (рос. Шоркасы, чув. Шуркасси) — присілок у Чувашії Російської Федерації, у складі Ярабайкасинського сільського поселення Моргауського району.
Населення — 157 осіб (2010; 186 в 2002, 209 в 1979; 249 в 1939, 225 в 1926, 203 в 1906, 111 в 1859).

## Історія
Утворився як виселок села Успенське (Акрамово). До 1866 року селяни мали статус державних, займались землеробством, тваринництвом, ткацтвом, виробництвом цегли. 1 жовтня 1890 року відкрито парафіяльну школу, 1910 року — земське училище. 1930 року утворено колгосп «Відродження». До 1920 року присілок перебував у складі Акрамовської волості Козьмодемьянського, а до 1927 року — Чебоксарського повіту. 1927 року присілок переданий до складу Татаркасинського району, 1935 року — до складу Ішлейського, 1944 року — до складу Моргауського, 1959 року — до складу Сундирського, 1962 року — до складу Чебоксарського, 1964 року — повернутий до складу Моргауського району.

## Господарство
У присілку діють школа та дитячий садок, клуб, фельдшерсько-акушерський пункт, магазин.